# Eudendrium pennycuikae
Eudendrium pennycuikae är en nässeldjursart som beskrevs av Watson 1985. Eudendrium pennycuikae ingår i släktet Eudendrium och familjen Eudendriidae. Inga underarter finns listade i Catalogue of Life.